# Новобірючево
Но́вобірю́чево (рос. Новобирючево, башк. Яңы Бүрес) — присілок (у минулому село) у складі Нурімановського району Башкортостану, Росія. Входить до складу Красногорської сільської ради.
Населення — 242 особи (2010; 252 у 2002).
Національний склад:
- татари — 53 %
- башкири — 30 %